# 제2차 세계 대전 후 미국 통치 지역의 일본 반환
제2차 세계 대전 종전 후 일본은 일부 외곽 도서 지역의 시정권(施政權)을 상실하고 미국의 통치 하에 들어갔는데, 이후 단계적으로 일본이 이들 지역의 시정권을 반환 받았다. 일본에서는 이것을 가리켜 본토 복귀(일본어: 本土復帰 혼도 훗키[*])라고 부른다.
2차 대전 후 미국의 통치 하에 있다가 일본으로 복귀한 지역으로는 이즈 제도, 가고시마현 중부, 가고시마현 남부, 오가사와라 제도, 가잔 열도, 오키나와현(복귀한 순서대로 표기)이 있다.

## 지역별 정리

### 이즈 제도
1946년 1월 29일부터 단기간 연합군 최고사령부에 의해 일본의 시정권이 정지되었다가 같은 해 3월 22일 일본에 복귀하였다.
이즈 제도는 조기에 일본으로 반환되었기 때문에, 샌프란시스코 강화 조약에 규정된 미국의 신탁 통치 지역에서 제외되었다.

### 류큐 열도 및 다이토 제도
미국은 가고시마현의 남부·중부와 오키나와현을 류큐 지역으로 편성하였다. 이 중 오키나와 현은 옛 류큐 왕국이 일본 제국에 흡수될 때 설치된 행정구역이었다. 아마미 군도는 본래 류큐 왕국의 영토였으나 1609년 사쓰마번의 류큐 침공으로 인해 류큐 왕국이 지배권을 상실한 땅이다. 이때부터 아마미 군도가 대외적으로는 류큐 소속이었지만 실제로는 사쓰마 번과 에도 막부의 통치를 받다가, 훗날 류큐가 일본으로 완전히 합병될 때 사쓰마 번의 후신 행정구역인 가고시마 현으로 편입되었다. 도카라 열도는 류큐 왕국의 영토였던 적은 없으나 제2차 세계 대전 직후 미국이 통치하는 류큐 지역의 일부로 잠시 편입되었다. 도카라 열도와 아마미 군도는 각각 1952년과 1953년에 일본에 반환되기 때문에, 1972년까지 미국 통치하의 류큐 지역은 오키나와 현 하나만 남게 되었다.

#### 가고시마현중부
1952년 2월 10일 일본에 복귀하였다.
가고시마현 중부가 미국의 통치를 받고 있었던 1950년 8월 4일에는 미국 통치하의 류큐 일대에 '지방자치단체' 개념으로 군도(群島 군토[*], Gunto) 정부 네 개가 설치되었는데 가고시마현 중부는 가고시마현 남부(아마미 지역)와 더불어 '아마미 군도' 정부의 일부로 편성되었다. 참고로 네 군도 정부는 가고시마현 중부가 일본에 반환된 뒤인 1952년 4월 1일 출범한 류큐 정부(琉球政府)로 흡수되었다.
미국 측에 이 지역의 일본 복귀를 요구하는 주민들의 움직임은 가고시마현 남부의 주민들과 합동으로 있었다. 그러다가 1951년 연합군 최고사령부의 각서에 의해 일본 복귀가 결정되었다.
가고시마현 중부는 조기에 일본으로 반환되었기 때문에, 샌프란시스코 강화 조약에 규정된 미국의 신탁 통치 지역에서 제외되었다.

#### 가고시마현남부

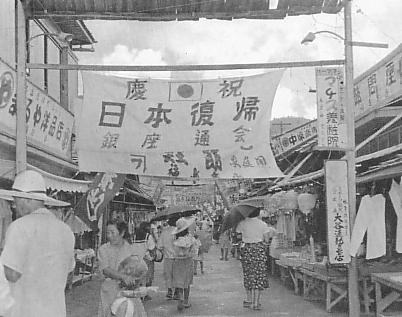
가고시마현 남부의 일본 복귀

1953년 12월 25일 일본에 복귀하였다.
가고시마현 남부, 이른바 아마미 지역이 미국 통치하에 있던 기간 동안 지역 경제가 피폐해지고 기아의 징후가 나타났다. 주요한 원인은 다음과 같았다.
- 류큐 열도 미국민정부에 의한 자치권을 제약하는 등의 정책을 실시하였다.
- 오키나와 전투로 피폐해진 오키나와섬을 위주로 자금을 투입하였다.
- 아마미 지역이 일본 본토와 분리되어 물산의 판매 경로가 단절되었다.

이에 따라 지역 주민들의 불만이 증대돼 14세 이상 주민의 99.8%가 일본 복귀를 요구하는 서명을 했다. 그리고 마하트마 간디의 운동을 모방하여 단식 투쟁을 하거나, 소학생(초등학생)이 혈판장(血判状)을 쓰는 사태도 발생했다.
미국은 샌프란시스코 강화조약 발효 이후 어차피 이 지역에 미군 기지도 많이 두지 않았는데 굳이 주민들의 격렬한 반대에도 불구하고 일대의 통치를 계속할 필요가 없었다. 그래서 1953년 12월 25일에 시정권을 일본에 반환했는데 이 날은 크리스마스였기 때문에 미국에서는 ‘일본에 주는 선물’이라고 비꼬기도 하였다.
당시 가고시마현 남부의 일본 복귀 운동에 참여한 사람들 중에 대표적인 인물로 러시아 문학가이며 정교회 신자인 노보리 쇼무(昇曙夢)가 있다.

#### 오키나와현
1972년 5월 15일에 일본에 복귀하였다.
샌프란시스코 강화조약 제3조에서 류큐 열도를 미국의 신탁 통치하에 두기로 하자는 국제 연합의 제안에 일본 정부는 동의했다. 또 신탁 통치하에 두기까지 미국이 행정·입법·사법의 모든 권한을 행사하는 것이 규정되었다. 이에 따라 미국은 행정주석(行政主席)을 행정의 장(長)으로 하는 류큐 정부(琉球政府, Government of the Ryukyu Islands)를 두고 직접 선거로 뽑는 의원으로 구성되는 입법 기관인 입법원(立法院, Legislature of the Government of the Ryukyu Islands)을 설치했다. 그러나 최종적인 의사 결정권은 미군의 통치 기구인 류큐 열도 미국민정부가 장악하였다.

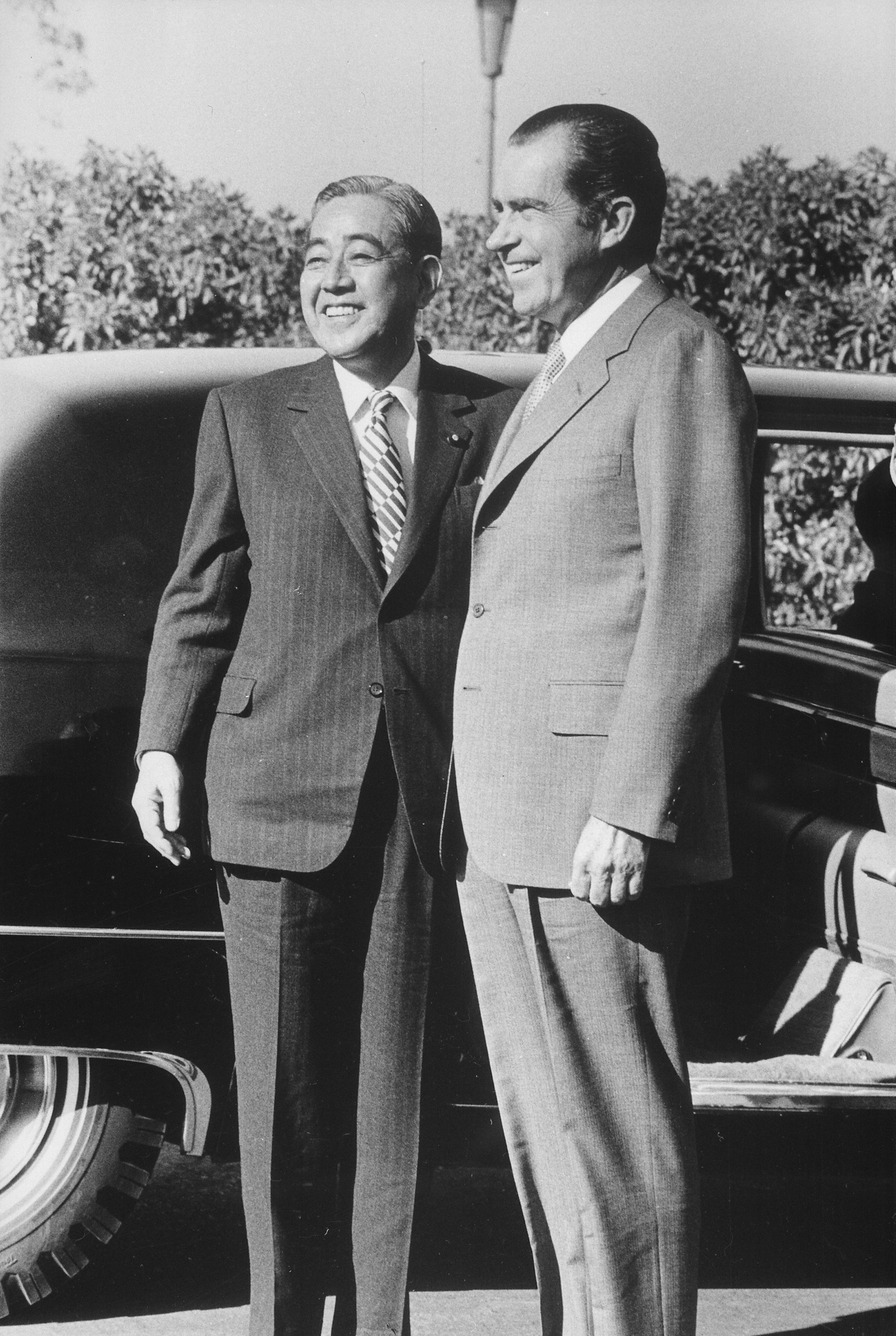
사토 에이사쿠와 리처드 닉슨

한국 전쟁, 타이완 해협 위기와 동아시아 지역의 군사적 긴장이 높아졌다. 이에 따라 미국은 류큐 자치 확대를 통해 시정권을 고착화하는 문제에서 오키나와가 ‘전선 기지’로서 가지는 중요성으로 관심을 옮기기 시작했다. 그 사이에도 각지의 기지·시설을 증설했는데, 미군 병사에 의한 사건·사고가 빈발해 주민의 사망자·희생자가 잇따랐다. 이에 주민들은 섬 전체 투쟁이라고 부르는 저항 운동을 일으켜 1960년에는 오키나와현 조국 복귀 협의회(沖縄県祖国復帰協議会, 약칭 ‘복귀협’)을 결성했다. 그러나 아직 미국 대통령 드와이트 D. 아이젠하워나 존 F. 케네디는 오키나와를 반환할 생각이 없었다.
1960년대 후반에 베트남 전쟁에 의해 오키나와가 최전선 기지로 되면서 오키나와에 주둔하는 미군은 비약적으로 증가하니 이에 따라 사건·사고가 증가했다. 또한 폭격기가 오키나와에서 직접 전쟁터로 향하는 것에 대해 복귀운동은 반미·반전색이 강해졌다. 반면에 미군에 의한 수요가 있는 토목 건축업이나 음식업, 오락업 등에 종사하는 세력은 복귀 반대나 미군 주둔 찬성의 운동을 전개했다. 그래서 그들이 지원하는 의원들이 일본 복귀에 찬성하는 의원들과 충돌했다. 1968년 11월에는 류큐 정부의 첫 행정주석 선거가 실시됐는데 90%에 가까운 투표율을 기록했다. 이 선거에서 복귀협의 야라 조뵤(屋良朝苗)가 당선돼 ‘즉시 무조건 전면 반환’을 호소했다.
1970년 12월 20일 새벽 오키나와섬 중부의 고자시(コザ市: 현 오키나와시)에서 미군 병사가 연속으로 일으킨 두 건의 교통 사고를 계기로 고자 폭동(コザ暴動, Koza riot)이 발생했다. 미군 병사의 죄를 경범죄로 취급하는 것에 대한 분노가 폭발한 것이었다. 이 사건은 대외적으로 오키나와의 미군 통치로 인한 갈등이 널리 알려지는 계기가 되었다.
베트남으로의 군사 지원을 확대한 케네디 대통령이나 케네디에 이어서 베트남 전쟁을 확대시킨 린든 B. 존슨 대통령은 오키나와 반환을 거의 고려하지 않았다. 하지만 베트남 전쟁의 종결을 공약하여 당선된 리처드 닉슨은 1969년 사토 에이사쿠 일본 총리와의 정상회담에서 미일안전보장조약을 연장하는 대가로 오키나와를 반환하기로 약속했다. 이에 따라 1971년 6월 17일에 오키나와 반환 협정이 체결됐지만 오키나와의 일본 복귀 찬성파의 기대와 달리 미군 기지의 축소 없이 그대로 유지하는 방향으로 결정되었다.

### 오가사와라 제도및가잔 열도
1968년 6월 26일 일본에 복귀하였다.
2차대전 이후부터 미국의 통치를 받았다. 그리고 샌프란시스코 강화조약 제3조에서 이곳이 미국 해군의 통치하에 놓인다는 사실이 명문화되었다. 이 시기에는 과거 오가사와라 제도에 살았던 유럽·아메리카(구미)계 주민들이 돌아오는 것만 허용되었다.
미군정 시대에는 미 해군의 기지가 설치되어 물자의 수송은 한 달에 한 번 괌에서 군용선을 통해 이뤄졌다. 구미계 주민은 2차 대전 이전의 토지 구획과 무관하게 결정된 구획에 모여서 살았는데 다수는 미군 시설에서 일했다. 주민의 자치 조직으로는 5인 위원회(五人委員会, Council)가 설치되었다. 섬의 어린이들은 군인들의 자제들을 위해 1956년에 설립된 래드퍼드 제독 초등학교(ラドフォード提督初等学校, Admiral Radford Elementary School)에 군인 자제들과 함께 다녔고, 고등 교육은 괌에서 이뤄졌다.
1968년 4월에 미국과 일본 간에 오가사와라 복귀 협정이 체결돼 오가사와라 제도가 일본으로 반환되게 되었다.
일본은 제2차 세계 대전 이전에 사용했던 행정구역을 복구시키지 않고, 미군에 의해 새로 그어진 구획에 따라 세부 행정구역을 설치했다. 오래 전에 쓰였던 구획을 억지로 부활시키기보다는 반환 직전까지 사용했던 구획을 따르는 게 지역 개발 등에 효율적이었기 때문이다. 하지만 이것은 2차대전 이전의 토지 소유자와의 보상 교섭에서 분규가 일어나게 되는 원인이 되기도 하였다. 한편 미국이 오가사와라 제도를 통치하던 기간에 일본 정부의 의향을 묻지 않고 지치지마섬에 핵무기 저장 시설을 지었었다는 사실이 반환 이후 한참 뒤에 알려지기도 했다. 이것은 미국이 일본에 공식적으로 통보한 게 아니고, 이 사실을 담은 기밀 문서가 시간이 지난 뒤 미국의 법률에 따라 기밀에서 해제되면서 밝혀진 것이다. 공개된 문서에 따르면 미 군정 시기에 여러 기의 핵탄두를 오가사와라 제도에 보관했었다고 한다.

## 같이 보기
- 니시야마 사건